# Cadix (Tarn)
Pour les articles homonymes, voir Cadix (homonymie) et Lasserre.
Cadix (en occitan Cadiç) est une commune française située dans le nord-est du département du Tarn, en région Occitanie. Sur le plan historique et culturel, la commune est dans le Ségala, un territoire s'étendant sur les départements du Tarn et de l'Aveyron, constitué de longs plateaux schisteux, morcelés d'étroites vallées.
Exposée à un climat océanique altéré, elle est drainée par le Tarn, le Ruisseau de Gaycre, le ruisseau de la Roque, le ruisseau de Malagousse et par divers autres petits cours d'eau. La commune possède un patrimoine naturel remarquable composé de trois zones naturelles d'intérêt écologique, faunistique et floristique.
Cadix est une commune rurale qui compte 218 habitants en 2022, après avoir connu un pic de population de 957 habitants en 1851. Ses habitants sont appelés les Cadixois ou  Cadixoises.

## Géographie

### Localisation
Cadix est une commune du nord-est du Tarn, entre Trébas et Réquista. Elle est limitrophe de l'Aveyron.

### Communes limitrophes
Les communes limitrophes sont  Assac, Curvalle, Fraissines, Le Dourn, Réquista, Saint-André et Trébas.
|             | Le Dourn | Réquista (Aveyron) |
| Assac       | Cadix    | Fraissines         |
| Saint-André | Curvalle | Trébas             |

### Hydrographie
La commune est dans le bassin de la Garonne, au sein du bassin hydrographique Adour-Garonne. Elle est drainée par le Tarn, le ruisseau de Gaycre, le ruisseau de la Roque, le ruisseau de Malagousse, la Rivière, le ruisseau de Veyras et par divers petits cours d'eau, qui constituent un réseau hydrographique de 22 km de longueur totale,.
Le Tarn, d'une longueur totale de 380 km, prend sa source sur le mont Lozère, dans le nord de la commune du Pont de Montvert - Sud Mont Lozère en Lozère, et se jette dans la Garonne à Saint-Nicolas-de-la-Grave, en Tarn-et-Garonne.
Le ruisseau de Gaycre, d'une longueur totale de 19 km, prend sa source dans la commune de Saint-Jean-Delnous et s'écoule du nord-est au sud-ouest. Il traverse la commune et se jette dans le Tarn sur le territoire communal, après avoir traversé 5 communes.

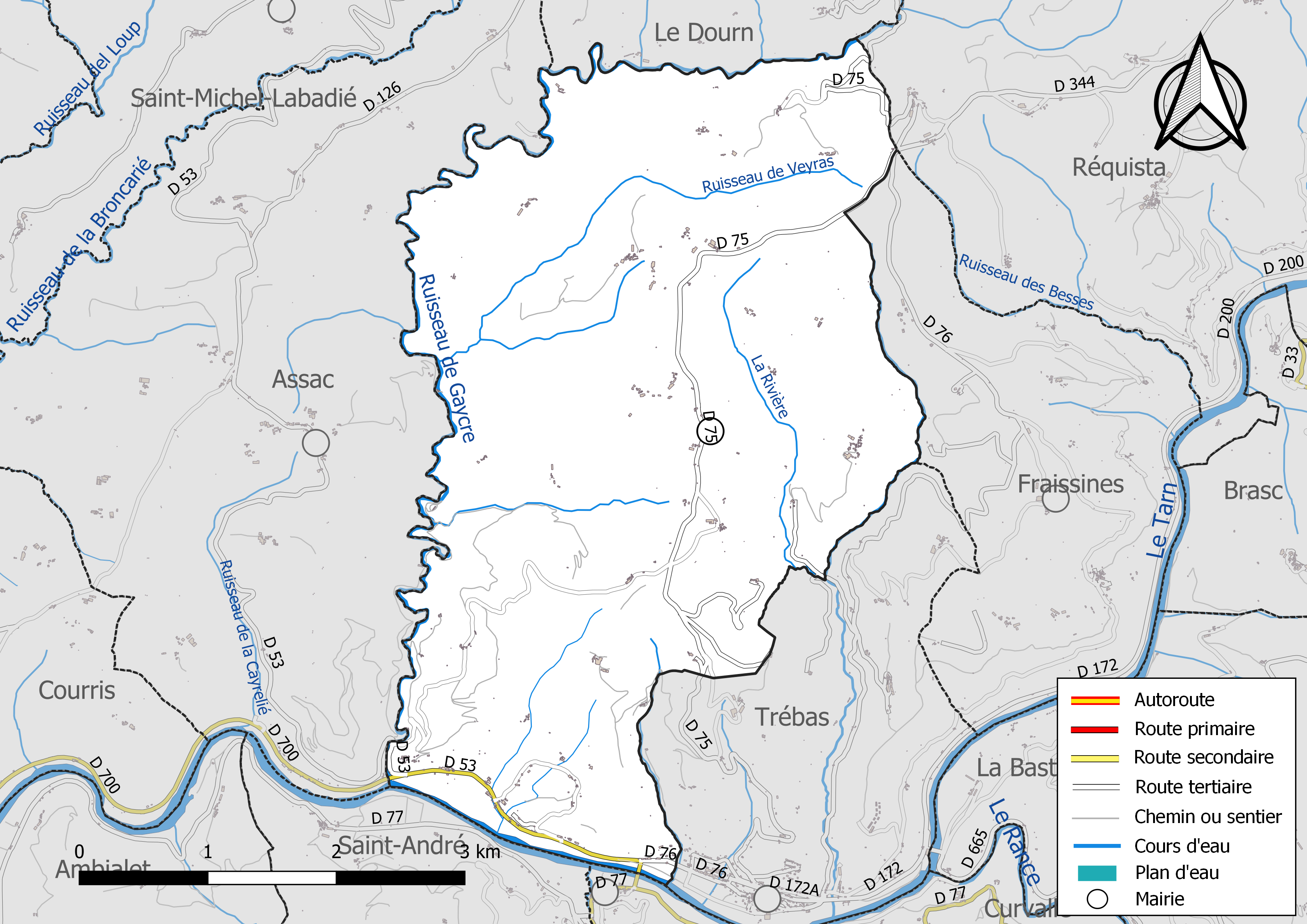
Réseaux hydrographique et routier de Cadix.

### Climat
Pour des articles plus généraux, voir Climat de l'Occitanie et Climat du Tarn.
En 2010, le climat de la commune est de type climat océanique altéré, selon une étude du Centre national de la recherche scientifique s'appuyant sur une série de données couvrant la période 1971-2000. En 2020, Météo-France publie une typologie des climats de la France métropolitaine dans laquelle la commune est dans une zone de transition entre le climat océanique altéré et le climat de montagne ou de marges de montagne et est dans la région climatique Sud-est du Massif Central, caractérisée par une pluviométrie annuelle de 1 000 à 1 500 mm, minimale en été, maximale en automne.
Pour la période 1971-2000, la température annuelle moyenne est de 11,7 °C, avec une amplitude thermique annuelle de 15,5 °C. Le cumul annuel moyen de précipitations est de 926 mm, avec 10,7 jours de précipitations en janvier et 6,8 jours en juillet. Pour la période 1991-2020, la température moyenne annuelle observée sur la station météorologique de Météo-France la plus proche, « Bastide Solages », sur la commune de La Bastide-Solages à 5 km à vol d'oiseau, est de 13,5 °C et le cumul annuel moyen de précipitations est de 950,8 mm. 
La température maximale relevée sur cette station est de 40 °C, atteinte le 29 juin 2019 ; la température minimale est de −13 °C, atteinte le 12 janvier 1987,,.
Les paramètres climatiques de la commune ont été estimés pour le milieu du siècle (2041-2070) selon différents scénarios d'émission de gaz à effet de serre à partir des nouvelles projections climatiques de référence DRIAS-2020. Ils sont consultables sur un site dédié publié par Météo-France en novembre 2022.

### Milieux naturels et biodiversité
L’inventaire des zones naturelles d'intérêt écologique, faunistique et floristique (ZNIEFF) a pour objectif de réaliser une couverture des zones les plus intéressantes sur le plan écologique, essentiellement dans la perspective d’améliorer la connaissance du patrimoine naturel national et de fournir aux différents décideurs un outil d’aide à la prise en compte de l’environnement dans l’aménagement du territoire.
Deux ZNIEFF de type 1 sont recensées sur la commune :
la « rivière Tarn (partie Aveyron) » (2 381 ha), couvrant 41 communes dont 25 dans l'Aveyron et 16 dans le Tarn, et 
la « vallée du Tarn de puech Mergou à Gaycre » (2 562 ha), couvrant 11 communes du département
et une ZNIEFF de type 2, : 
la « vallée du Tarn, amont » (36 322 ha), couvrant 57 communes dont 31 dans l'Aveyron, une dans la Lozère et 25 dans le Tarn.

Carte des ZNIEFF de type 1 et 2 à Cadix.
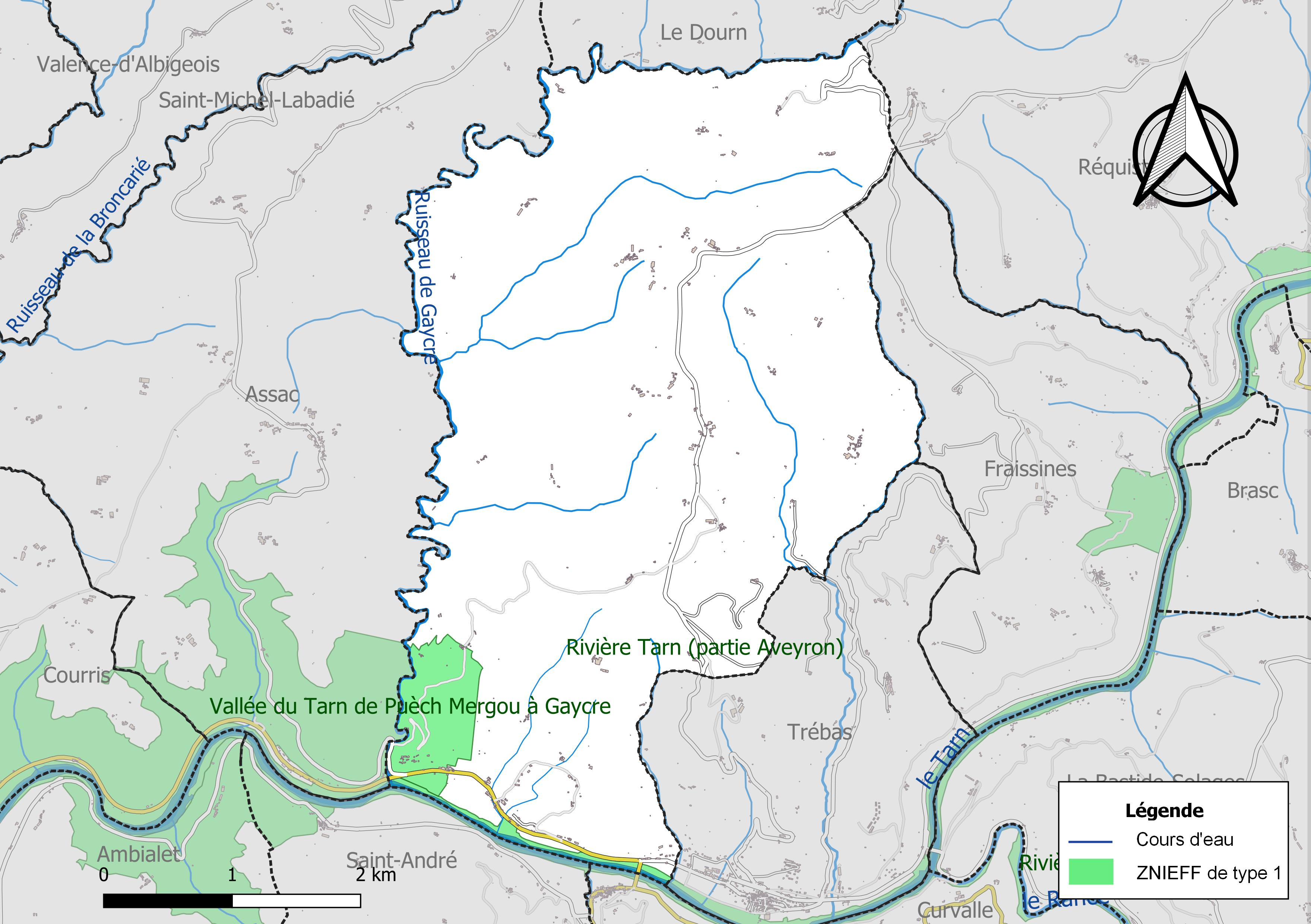
Carte des ZNIEFF de type 1 sur la commune.
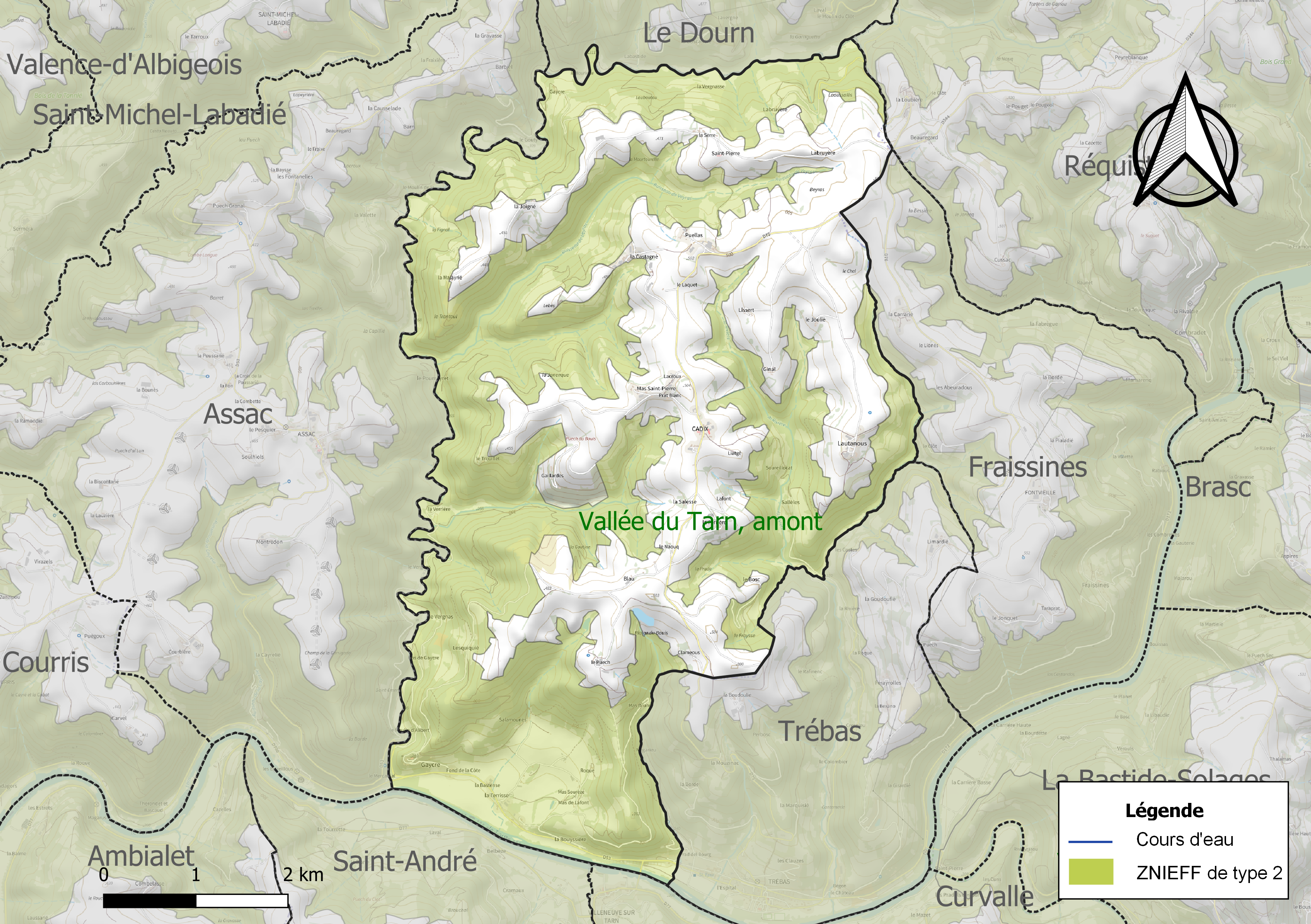
Carte de la ZNIEFF de type 2 sur la commune.

## Urbanisme

### Typologie
Au 1er janvier 2024, Cadix est catégorisée commune rurale à habitat très dispersé, selon la nouvelle grille communale de densité à sept niveaux définie par l'Insee en 2022.
Elle est située hors unité urbaine et hors attraction des villes,.

### Occupation des sols
L'occupation des sols de la commune, telle qu'elle ressort de la base de données européenne d’occupation biophysique des sols Corine Land Cover (CLC), est marquée par l'importance des territoires agricoles (55,6 % en 2018), une proportion identique à celle de 1990 (55,6 %). La répartition détaillée en 2018 est la suivante : 
forêts (44,4 %), zones agricoles hétérogènes (39,7 %), prairies (11,4 %), terres arables (4,4 %). L'évolution de l’occupation des sols de la commune et de ses infrastructures peut être observée sur les différentes représentations cartographiques du territoire : la carte de Cassini (XVIIIe siècle), la carte d'état-major (1820-1866) et les cartes ou photos aériennes de l'IGN pour la période actuelle (1950 à aujourd'hui).

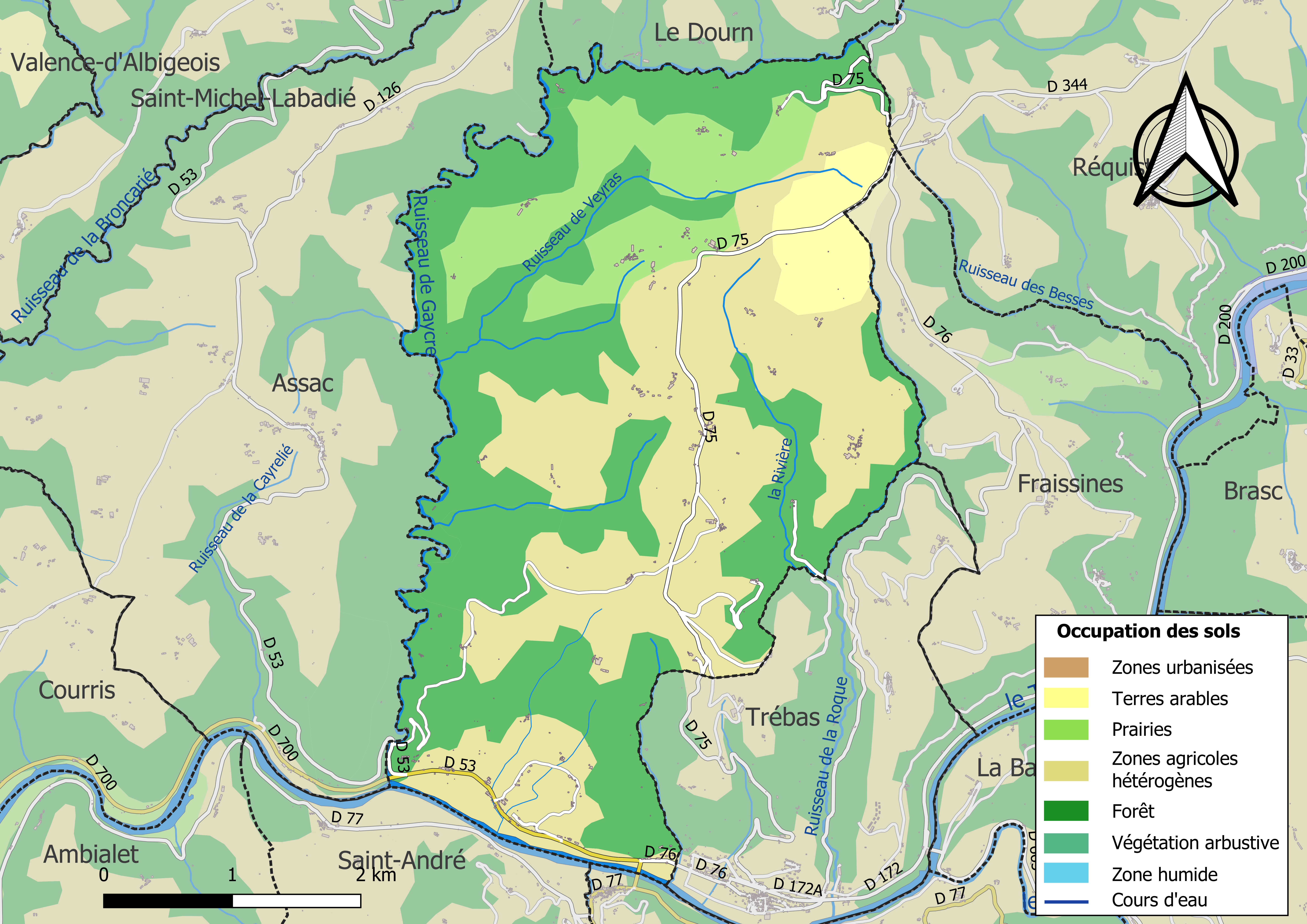
Carte des infrastructures et de l'occupation des sols de la commune en 2018 (CLC).

### Risques majeurs
Le territoire de la commune de Cadix est vulnérable à différents aléas naturels : météorologiques (tempête, orage, neige, grand froid, canicule ou sécheresse), inondations, feux de forêts, mouvements de terrains et séisme (sismicité très faible). Il est également exposé à un risque technologique, le transport de matières dangereuses, et à un risque particulier : le risque de radon. Un site publié par le BRGM permet d'évaluer simplement et rapidement les risques d'un bien localisé soit par son adresse soit par le numéro de sa parcelle.

#### Risques naturels
Certaines parties du territoire communal sont susceptibles d’être affectées par le risque d’inondation par débordement de cours d'eau, notamment le Tarn et le ruisseau de Gaycre. La cartographie des zones inondables en ex-Midi-Pyrénées réalisée dans le cadre du XIe Contrat de plan État-région, visant à informer les citoyens et les décideurs sur le risque d’inondation, est accessible sur le site de la DREAL Occitanie. La commune a été reconnue en état de catastrophe naturelle au titre des dommages causés par les inondations et coulées de boue survenues en 1982, 1988, 1994 et 2012,.
Cadix est exposée au risque de feu de forêt du fait de la présence sur son territoire. En 2022, il n'existe pas de Plan de Prévention des Risques incendie de forêt (PPRif). Le débroussaillement aux abords des maisons constitue l’une des meilleures protections pour les particuliers contre le feu,.

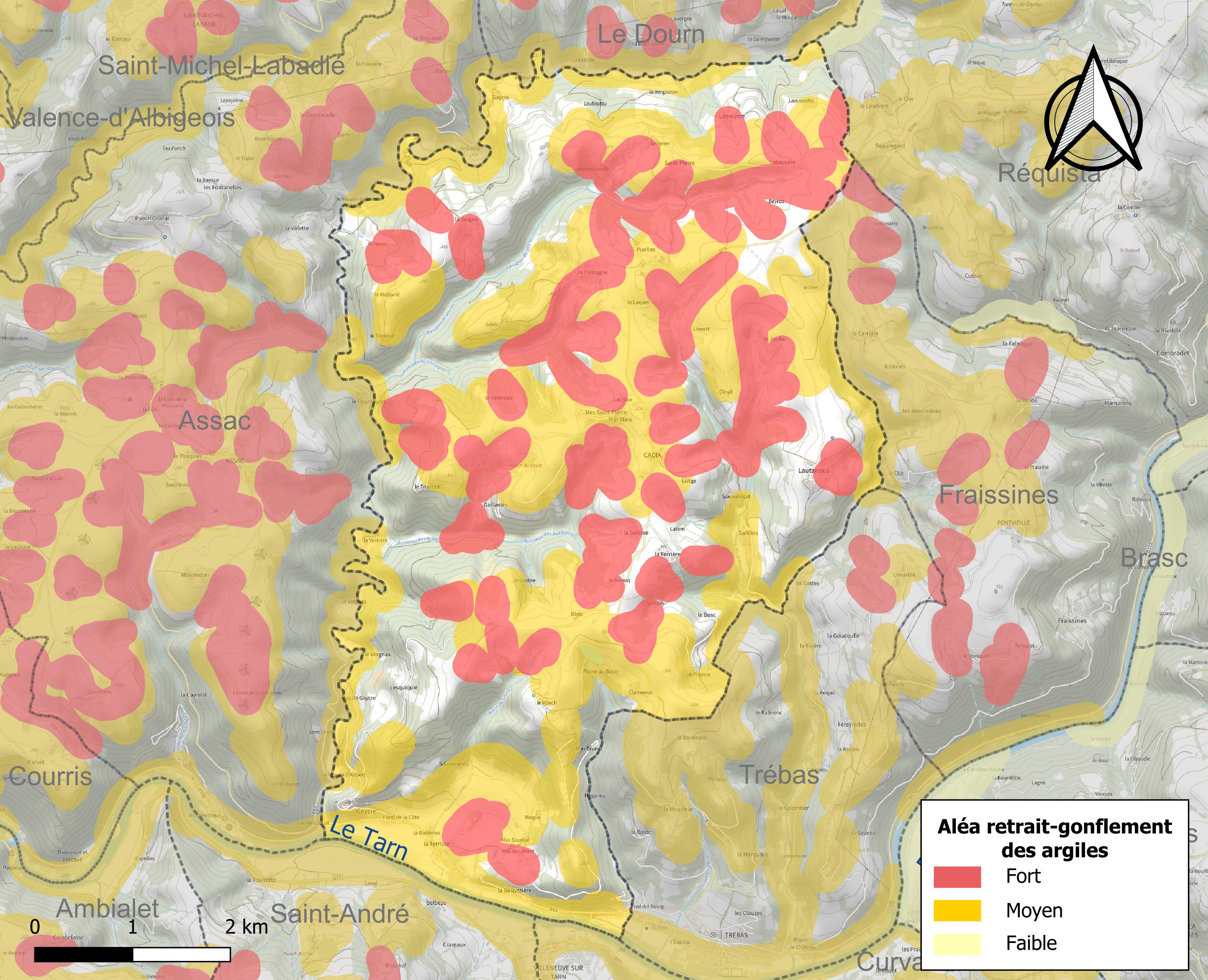
Carte des zones d'aléa retrait-gonflement des sols argileux de Cadix.

La commune est vulnérable au risque de mouvements de terrains constitué principalement du retrait-gonflement des sols argileux. Cet aléa est susceptible d'engendrer des dommages importants aux bâtiments en cas d’alternance de périodes de sécheresse et de pluie. 68,4 % de la superficie communale est en aléa moyen ou fort (76,3 % au niveau départemental et 48,5 % au niveau national). Sur les 151 bâtiments dénombrés sur la commune en 2019, 115 sont en aléa moyen ou fort, soit 76 %, à comparer aux 90 % au niveau départemental et 54 % au niveau national. Une cartographie de l'exposition du territoire national au retrait gonflement des sols argileux est disponible sur le site du BRGM,.
Par ailleurs, afin de mieux appréhender le risque d’affaissement de terrain, l'inventaire national des cavités souterraines permet de localiser celles situées sur la commune.

#### Risques technologiques
Le risque de transport de matières dangereuses sur la commune est lié à sa traversée par des infrastructures routières ou ferroviaires importantes ou la présence d'une canalisation de transport d'hydrocarbures. Un accident se produisant sur de telles infrastructures est susceptible d’avoir des effets graves sur les biens, les personnes ou l'environnement, selon la nature du matériau transporté. Des dispositions d’urbanisme peuvent être préconisées en conséquence.

#### Risque particulier
Dans plusieurs parties du territoire national, le radon, accumulé dans certains logements ou autres locaux, peut constituer une source significative d’exposition de la population aux rayonnements ionisants. Certaines communes du département sont concernées par le risque radon à un niveau plus ou moins élevé. Selon la classification de 2018, la commune de Cadix est classée en zone 3, à savoir zone à potentiel radon significatif.

## Histoire
La commune de Cadix a annexé le 20 mai 1835 celles de Gaïcre et de Saint-Pierre-de-Lasserre ainsi qu'une partie de la commune de Laroque-Roucazel lors de la suppression de celle-ci. L'autre partie de Laroque-Roucazel est revenue à la commune de Trébas.

## Politique et administration
| Période                                  | Période   | Identité        | Étiquette | Qualité                                              |
| ---------------------------------------- | --------- | --------------- | --------- | ---------------------------------------------------- |
| mars 2001                                | mars 2014 | Adrien Recoules |           |                                                      |
| mars 2014                                | En cours  | Guy Gavalda     |           | Fonctionnaire Président de la Communauté de communes |
| Les données manquantes sont à compléter. |           |                 |           |                                                      |

## Démographie
| 1793 | 1800 | 1806 | 1821 | 1831 | 1836 | 1841 | 1846 | 1851 |
| ---- | ---- | ---- | ---- | ---- | ---- | ---- | ---- | ---- |
| 170  | 171  | 217  | 205  | 217  | 788  | 804  | 844  | 957  |

| 1856 | 1861 | 1866 | 1872 | 1876 | 1881 | 1886 | 1891 | 1896 |
| ---- | ---- | ---- | ---- | ---- | ---- | ---- | ---- | ---- |
| 753  | 725  | 741  | 734  | 765  | 757  | 784  | 739  | 700  |

| 1901 | 1906 | 1911 | 1921 | 1926 | 1931 | 1936 | 1946 | 1954 |
| ---- | ---- | ---- | ---- | ---- | ---- | ---- | ---- | ---- |
| 702  | 716  | 659  | 527  | 503  | 510  | 525  | 425  | 373  |

| 1962 | 1968 | 1975 | 1982 | 1990 | 1999 | 2006 | 2008 | 2013 |
| ---- | ---- | ---- | ---- | ---- | ---- | ---- | ---- | ---- |
| 334  | 303  | 259  | 247  | 234  | 227  | 232  | 233  | 228  |

| 2018 | 2022 | - | - | - | - | - | - | - |
| ---- | ---- | - | - | - | - | - | - | - |
| 226  | 218  | - | - | - | - | - | - | - |

## Économie

### Revenus
En 2018, la commune compte 93 ménages fiscaux, regroupant 215 personnes. La médiane du revenu disponible par unité de consommation est de 17 180 € (20 400 € dans le département).

### Emploi
|                | 2008  | 2013  | 2018  |
| -------------- | ----- | ----- | ----- |
| Commune        | 2,1 % | 4,6 % | 7,9 % |
| Département    | 8,2 % | 9,9 % | 10 %  |
| France entière | 8,3 % | 10 %  | 10 %  |

En 2018, la population âgée de 15 à 64 ans s'élève à 127 personnes, parmi lesquelles on compte 77,2 % d'actifs (69,3 % ayant un emploi et 7,9 % de chômeurs) et 22,8 % d'inactifs,. Depuis 2008, le taux de chômage communal (au sens du recensement) des 15-64 ans est inférieur à celui de la France et du département.
La commune est hors attraction des villes,. Elle compte 54 emplois en 2018, contre 52 en 2013 et 53 en 2008. Le nombre d'actifs ayant un emploi résidant dans la commune est de 90, soit un indicateur de concentration d'emploi de 59,8 % et un taux d'activité parmi les 15 ans ou plus de 51 %.
Sur ces 90 actifs de 15 ans ou plus ayant un emploi, 36 travaillent dans la commune, soit 40 % des habitants. Pour se rendre au travail, 74,4 % des habitants utilisent un véhicule personnel ou de fonction à quatre roues, 4,4 % s'y rendent en deux-roues, à vélo ou à pied et 21,1 % n'ont pas besoin de transport (travail au domicile).

### Activités hors agriculture
14 établissements sont implantés  à Cadix au 31 décembre 2019.
Le secteur du commerce de gros et de détail, des transports, de l'hébergement et de la restauration est prépondérant sur la commune puisqu'il représente 35,7 % du nombre total d'établissements de la commune (5 sur les 14 entreprises implantées  à Cadix), contre 26,7 % au niveau départemental.

### Agriculture
La commune est dans le Segala, une petite région agricole située dans le nord-est du département du Tarn. C’est la relative pauvreté du sol de cette région où ne poussait jadis que le seigle qui a donné son nom à cette aire géographique. Situé en moyenne altitude, le Ségala s’étend sur des territoires vallonnés et riches en schiste. En 2020, l'orientation technico-économique de l'agriculture  sur la commune est l'élevage d'ovins ou de caprins.
|               | 1988 | 2000 | 2010 | 2020 |
| ------------- | ---- | ---- | ---- | ---- |
| Exploitations | 43   | 28   | 16   | 21   |
| SAU (ha)      | 979  | 880  | 718  | 815  |

Le nombre d'exploitations agricoles en activité et ayant leur siège dans la commune est passé de 43 lors du recensement agricole de 1988  à 28 en 2000 puis à 16 en 2010 et enfin à 21 en 2020, soit une baisse de 51 % en 32 ans. Le même mouvement est observé à l'échelle du département qui a perdu pendant cette période 58 % de ses exploitations,. La surface agricole utilisée sur la commune a également diminué, passant de 979 ha en 1988 à 815 ha en 2020. Parallèlement la surface agricole utilisée moyenne par exploitation a augmenté, passant de 23 à 39 ha.

## Culture locale et patrimoine

### Lieux et monuments
- Église Sainte-Cécile de Cadix.
- Église Saint-Martial de Gaycre.
- Église Saint-Pierre de la Serre.

### Personnalités liées à la commune
- Augustin Malroux, instituteur à Cadix de 1924 à 1928.